# Cypherpunk
Cypherpunk är en rörelse eller beskrivning av en person som förespråkar användning av stark kryptografi och teknik som förbättrar sekretess på internet för att få till stånd politisk och social förändring. Cypherpunks var ursprungligen en inflytelserik maillista som startades 1992 i USA och som förde en allmän debatt om internet och personlig integritet.
I november 2006 fördes Cypherpunk in som ett ord i Oxford English Dictionary. År 2012 publicerades boken Cypherpunks: Freedom and the Future of the Internet av Julian Assange, där han för fram att stark kryptering är nödvändigt för att begränsa statligt förtryck.

## Historik
I slutet av 1992 hade programmeraren Eric Hughes, forskaren Timothy C. May och aktivisten John Gilmore regelbundna träffar för att bland annat diskutera kryptering. Diskussionen hade tagit fart av att forskaren David Chaum 1985 gett ut en skrift som vill göra "storebror obsolet" bland annat genom anonyma valutor. Författaren och hackern Judith Milhon kallar skämtsamt trion för Cypherpunks, en ordlek med cipher (chiffer/kryptering på svenska) och science fiction-genren cyberpunk och benämningen får fäste.
I samma veva startade gruppen en mailinglista som växte stadigt. Utgångspunkten för diskussionen i mailen är att personlig integritet är nödvändigt för ett öppet digitalt samhälle. Som programmerare kan Cypherpunks skapa mjukvara som försvarar den personliga integriteten, för det kommer inte regeringar, företag eller andra organisationer garantera. Detta beskrivs i Eric Hughes skrift A Cyperphunk’s Manifesto som publiceras 1993. År 1994 hade maillistan 700 medlemmar och bland dem fanns personer som senare kommer spela viktiga roller i debatten kring personlig integritet så som Julian Assange, och personerna bakom initiativ som Tor, Bitcoin, Bittorrent, PGP och GNU-projektet.